# Oxyharma
Oxyharma is een geslacht van vliesvleugeligen uit de familie Pteromalidae. De wetenschappelijke naam van dit geslacht is voor het eerst geldig gepubliceerd in 1988 door Boucek.

## Soorten
Het geslacht Oxyharma omvat de volgende soorten:
- Oxyharma pulchra (Girault & Dodd, 1915)
- Oxyharma subaenea (Dodd, 1917)